# Trung đội

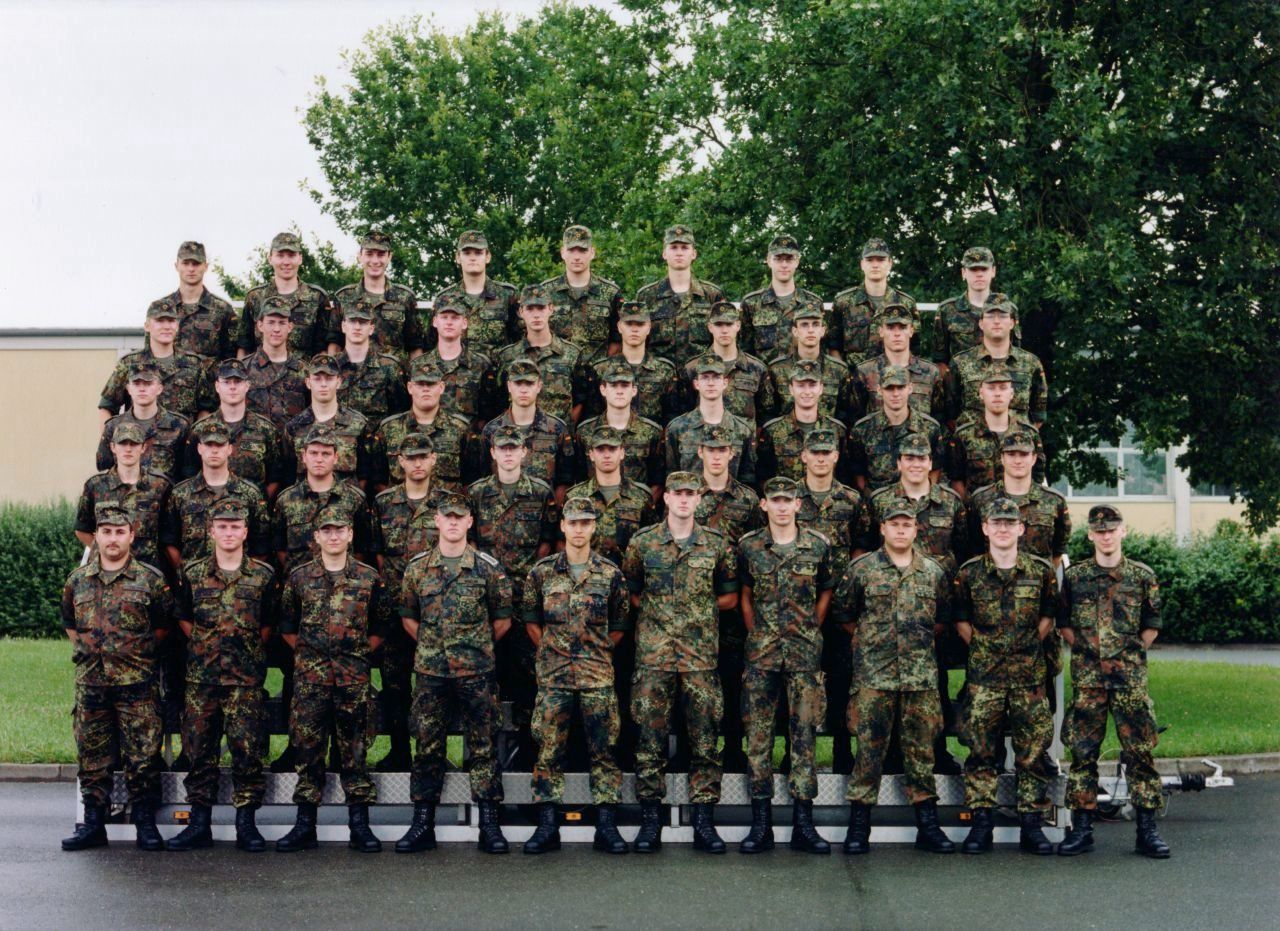
Một trung đội trong quân lực Đức

Trung đội là phân cấp đơn vị nhỏ thứ hai trong phiên chế tổ chức đơn vị của quân đội, gồm 20-50 quân nhân, chia thành 2 đến 4 tiểu đội. Chỉ huy trung đội là thiếu úy với hạ sĩ quan phụ tá. Hai tới bốn trung đội kết hợp thành một đại đội.

## Trung đội trong Quân đội Nhân dân Việt Nam
Cho đến thời điểm 2008, một trung đội bộ binh (ký hiệu là B) của Quân đội Nhân dân Việt Nam vẫn giữ phiên chế tổng thể từ thời Chiến tranh Việt Nam:
Trong thời kỳ Chiến tranh Việt Nam, một trung đội bộ binh đủ quân gồm 3 tiểu đội bộ binh 9 người, do một trung đội trưởng và một phó trung đội trưởng chỉ huy. Tổng quân số 29 người. Tiểu đội bộ binh gồm 3 tổ chiến đấu, trang bị 6 AK-47, 1 RPD, 1 B-40 và 1 B-41. RPG-2 được coi là một khẩu súng đa năng cho các mục tiêu thiết giáp, công sự, công trình... đặc biệt là chống sinh lực với cách bắn riêng, rất hiệu quả.
Từ cuối năm 1974, kinh nghiệm từ các mặt trận cho thấy hiệu quả chống sinh lực và tính cơ động cao của súng phóng lựu M79, và với số lượng lớn súng đạn chiến lợi phẩm thu được. M79 dần dần thay thế B-40. Tuy nhiên sau khi kết thúc Chiến dịch phản công biên giới Tây-Nam Việt Nam, do lính phóng lựu bắn vô tội vạ và không có nguồn bổ sung, số lượng đạn dự trữ cho M79 giảm mạnh buộc việc trang bị súng này phải đình hoãn, việc sử dụng bị giới hạn chặt chẽ. Tỷ lệ B-40 trang bị trong quân đội còn rất nhiều và tăng trở lại. Phải đến sau thập niên 90, Tổng cục Kỹ thuật tiến hành nghiên cứu và chế tạo thành công M79 và đạn M386 HE, việc trang bị M79 mới lại được tiếp tục và cho đến năm 2015, M79 thay thế B-40 trong nhiệm vụ tiêu diệt sinh lực đối phương, nhiệm vụ chống tăng và công sự giao cho xạ thủ B-41.
Súng trường tiến công AKM/AKMS - một phiên bản nâng cấp của AK-47 - và các biến thể của súng được Liên Xô và các nước XHCN Đông Âu viện trợ với số lượng lớn kể từ năm 1979. Tuy nhiên do số lượng AK-47/AKS-47 còn tồn kho rất nhiều nên vẫn được sử dụng. AKM/AKMS được chuyển thành súng dự trữ chiến lược cùng nhiều loại vũ khí, khí tài chiến tranh khác, được trang bị dần dần thay thế những khẩu AK-47 đã cũ, hỏng. Một phần AKM/AKMS được trang bị đồng bộ cho các đơn vị tinh nhuệ trong suốt những năm sau đó. Đầu thập niên 2000, AK-47/AKS-47 trở thành súng huấn luyện. Năm 2008, việc thay thế được thực hiện đồng loạt ở tất cả các đơn vị. Năm 2015, một số đơn vị như BBCG, Thông tin, Pháo binh, Đặc công được trang bị thí điểm súng Galil ACE-31/32 của Israel. Năm 2022, bắt đầu thí điểm trang bị súng trường STV-380, súng carbine STV-215 thay thế dòng súng AK truyền thống tại Trung đoàn BB 24, Sư đoàn 10, Quân đoàn 3 và sẽ nhân rộng ra các đơn vị toàn quân trong thời gian tới.
Có một số lượng lớn AK-74/AKS-74/AK-74M được mua với giá rẻ từ Nga và Đông Âu từ năm 2001 trở đi, tuy nhiên số súng này vẫn chưa được trang bị, vẫn còn nằm trong các tổng kho.
Trải qua nhiều thập niên, phiên chế trung đội bộ binh vẫn chưa có sự thay đổi lớn. Tuy nhiên phiên chế tổ tam tam trên vẫn được coi là gọn nhẹ và hiệu quả, với 20 súng trường tiến công AKM, 3 súng máy dây băng cá nhân RPD, 3 súng phóng lựu M79 và 3 súng chống tăng RPG-7V. Hơn nữa đây là phiên chế đã được cọ xát qua các cuộc chiến tranh ác liệt, đã tích lũy được rất nhiều kinh nghiệm. Một số thành phần phối thuộc mới xuất hiện sau Chiến tranh biên giới Việt-Trung gồm tổ điện đài vô tuyến (từ tiểu đội điện đài vô tuyến dã chiến của đại đội, do việc trang bị rộng rãi các máy thông tin vô tuyến sóng cực ngắn công suất thấp AN/PRC-25A của Mỹ, và sau này là R-158 của Liên Xô), nhân viên quân y dã chiến (từ tổ quân y dã chiến của đại đội), các nhân viên công vụ (bình thường là 2 người, làm truyền tin viên trong thời chiến và kiêm tạp vụ trong thời bình), và xạ thủ bắn tỉa trung đội (trang bị súng trường bắn tỉa SVD hoặc PSL). Hiện tại xạ thủ bắn tỉa chỉ được phiên chế thí điểm ở một vài đơn vị bộ binh làm nhiệm vụ hỏa lực đặc biệt cấp trung đội. Đó là một số binh sĩ trong đại đội có trình độ ngắm tốt, được huấn luyện riêng với súng trường bắn tỉa SVD, PSL và loại cũ hơn là Mosin-Nagant M91/30 PEM. Năm 2013 có bổ sung thêm loại mới hơn là SR-99 (IMI Galazt) của Israel.
Trong trung đội thường được biên chế 31 đến 32 người và thành 3 tiểu đội. Mỗi tiểu đội thường chia làm 3 tổ đội (gọi cách khác là tổ 3 người) mỗi tiểu đội được biên chế 1 tiểu dội trưởng. Như vậy trong tiểu đội có 3 tổ = 9(tiểu đội trưởng làm tổ trưởng tổ 1). Trung đội có 3 tiểu đội = 27 + 1 trung trưởng + 1 trung phó = 29. trung đội trưởng làm nhiệm vụ huấn luyện, trung đội phó làm công tác hậu cần...
Về tiểu đội trưc thuộc đại đội thường được biên chế làm 2 tiểu đội (tiểu đội cối 60mm và tiểu đội đại liên PKMS) mỗi tiểu đội có 2 khẩu đội (1 khẩu đội được biên chế 1 súng cối 60mm hay đại liên PKMS và = 1 tổ = 3 người).Vậy 2 khẩu = 6. Hai tiểu đội trực thuộc = 12 người và lúc này tiểu đội trưởng có quyền chức như trung đội trưởng.
Từng cấp giới hạn như sau:
- Tiểu đội trưởng: Hạ sĩ đến Trung sĩ
- Trung đội trưởng: Thiếu úy đến Thượng úy
- Đại đội phó: Trung úy đến Đại úy
- Đại đội trưởng: Thượng úy đến Thiếu tá

Nhưng ngoài khung giới hạn cấp trên có thể dao động tới 1 sao vì có nhiều quân nhân có thể lên chức trước sau đó lên sao sau.